# John Hick
John Harwood Hick, född 20 januari 1922 i Scarborough, död 9 februari 2012 i Birmingham, var en brittisk teolog och religionsfilosof. Han var bland annat professor vid Universitetet i Birmingham.